# Stanisław Saks

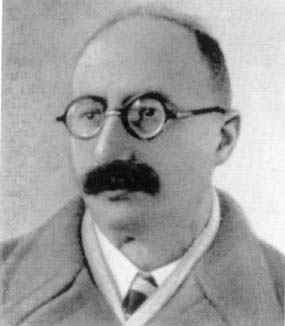
Stanisław Saks

Stanisław Saks (* 30. Dezember 1897 in Kalisz, Gouvernement Kalisch; † 23. November 1942 in Warschau, Generalgouvernement) war ein polnischer Mathematiker der Lemberger Mathematikerschule und Opfer des Holocaust.

## Leben
Saks studierte Mathematik an der Warschauer Universität und wurde 1922 ebenda mit der Dissertation A Contribution to the Topology of Surfaces and of Plane Regions bei Stefan Mazurkiewicz summa cum laude promoviert. Sein Hauptarbeitsgebiet war die Analysis, insbesondere die damals aufkommenden Methoden der Mengenlehre und Topologie.
Nach einem Aufenthalt in den USA 1931–1932, hauptsächlich an der Brown University, wurde er Dozent der TU Warschau, später der Universitäten Lwów und  Vilnius. In Lemberg trug er sich auch in das Schottische Buch der Lemberger Mathematikerschule ein.
Nachdem die Deutschen im Juni 1941 in Lwów einmarschiert waren und mit der systematischen Ermordung der Juden begonnen hatten, floh Saks nach Warschau. Dort wurde er verhaftet und am 23. November 1942 von der Gestapo erschossen.
Der Satz von Vitali-Hahn-Saks und die Banach-Saks-Eigenschaft sind mit seinem Namen verbunden.